# Etanol (combustible)
El etanol es un compuesto químico obtenido a partir de la fermentación de los azúcares que puede utilizarse como combustible, solo, o bien, mezclado en cantidades variadas con gasolina, y su uso se ha extendido principalmente para reemplazar el consumo de derivados del petróleo.

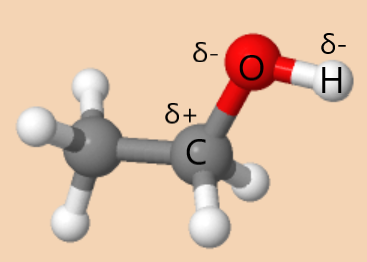
Etanol

El combustible resultante de la mezcla de etanol y gasolina se conoce como gasohol o alconafta. Dos mezclas comunes son E10 y E85, con contenidos de etanol del 10% y 85%, respectivamente.
El etanol también se utiliza cada vez más como añadido para oxigenar la gasolina normal, reemplazando al éter metil ter-butílico (MTBE). Este último es responsable de una considerable contaminación del suelo y del agua subterránea. También puede utilizarse como combustible en las celdas de combustible.
Hoy en día, casi todo el etanol producido en el mundo se obtiene mediante fermentación a partir de materias primas comestibles vegetales ricas en almidón y azúcares, como el maíz, el trigo, la caña de azúcar o la remolacha. A este bioetanol derivado de materia comestible se le denomina "de primera generación". El bioetanol obtenido a partir de biomasa lignocelulósica es aún muy minoritario y se denomina "de segunda generación".

## Bioetanol

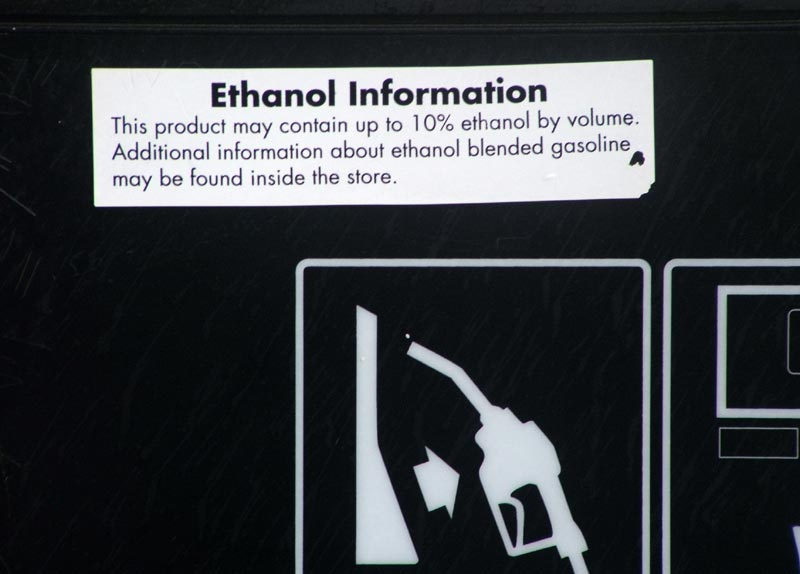
Información en un surtidor de California.

### Fermentación

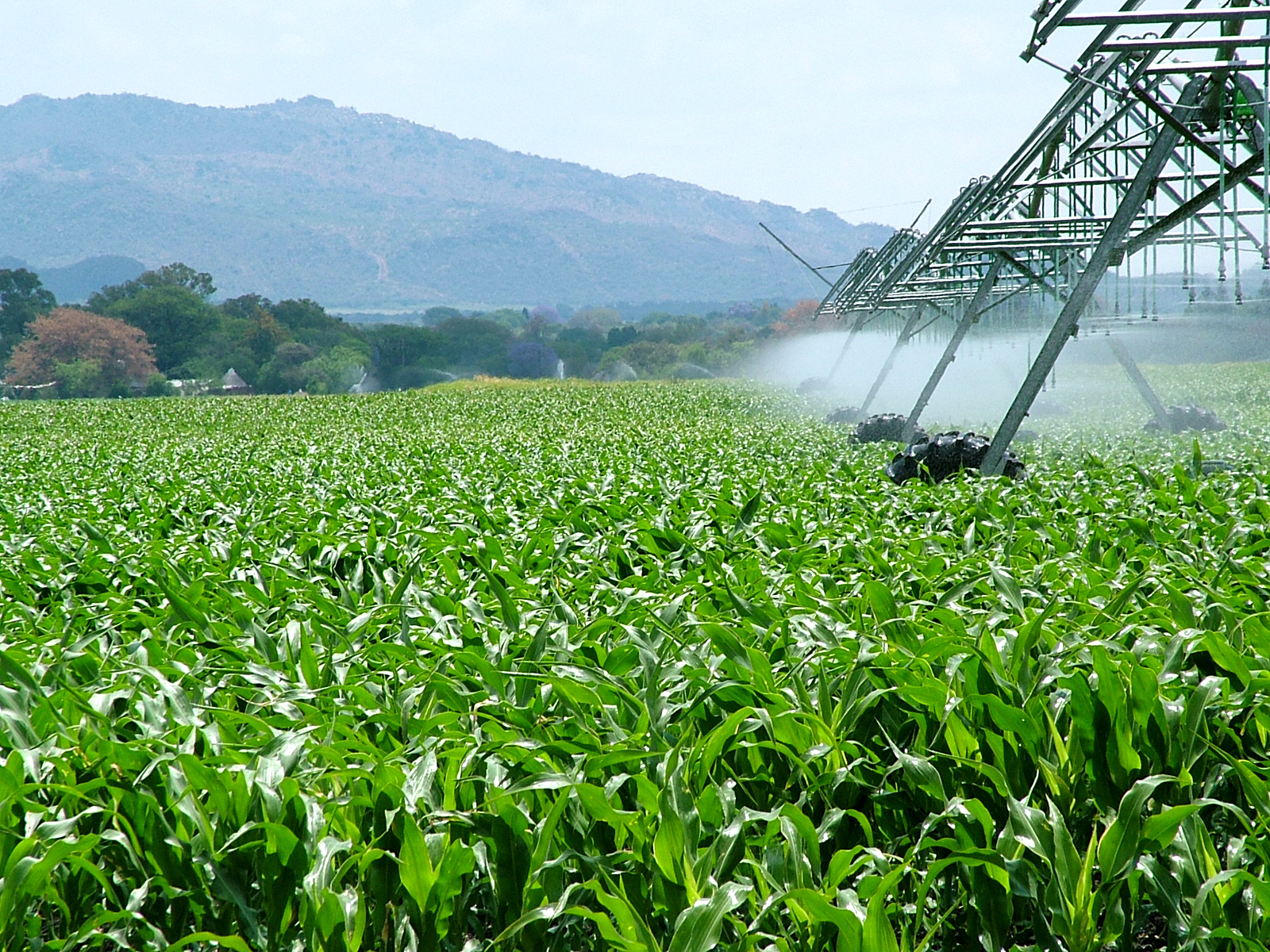
Campo de maíz en Sudáfrica

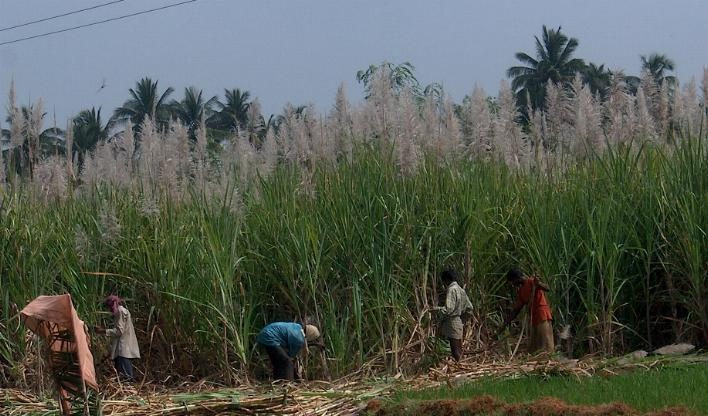
Cosecha de caña de azúcar. Gracias en parte al uso de etanol, Brasil ha reducido su dependencia de petróleo extranjero.

## Mezclas combustibles con etanol

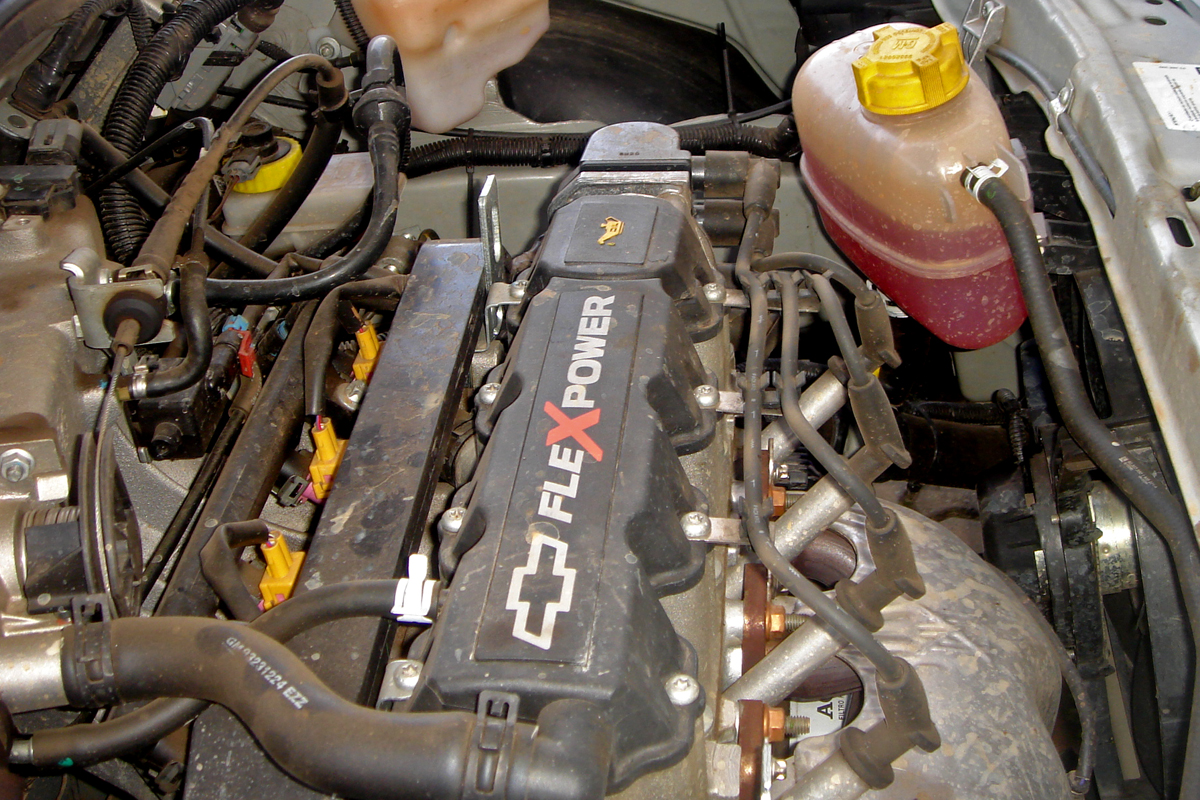
Motor típico de un vehículo de combustible flexible brasileño con el pequeño tanque de reserva de gasolina utilizado para el arranque en frío cuando la temperatura es inferior a 15°C.

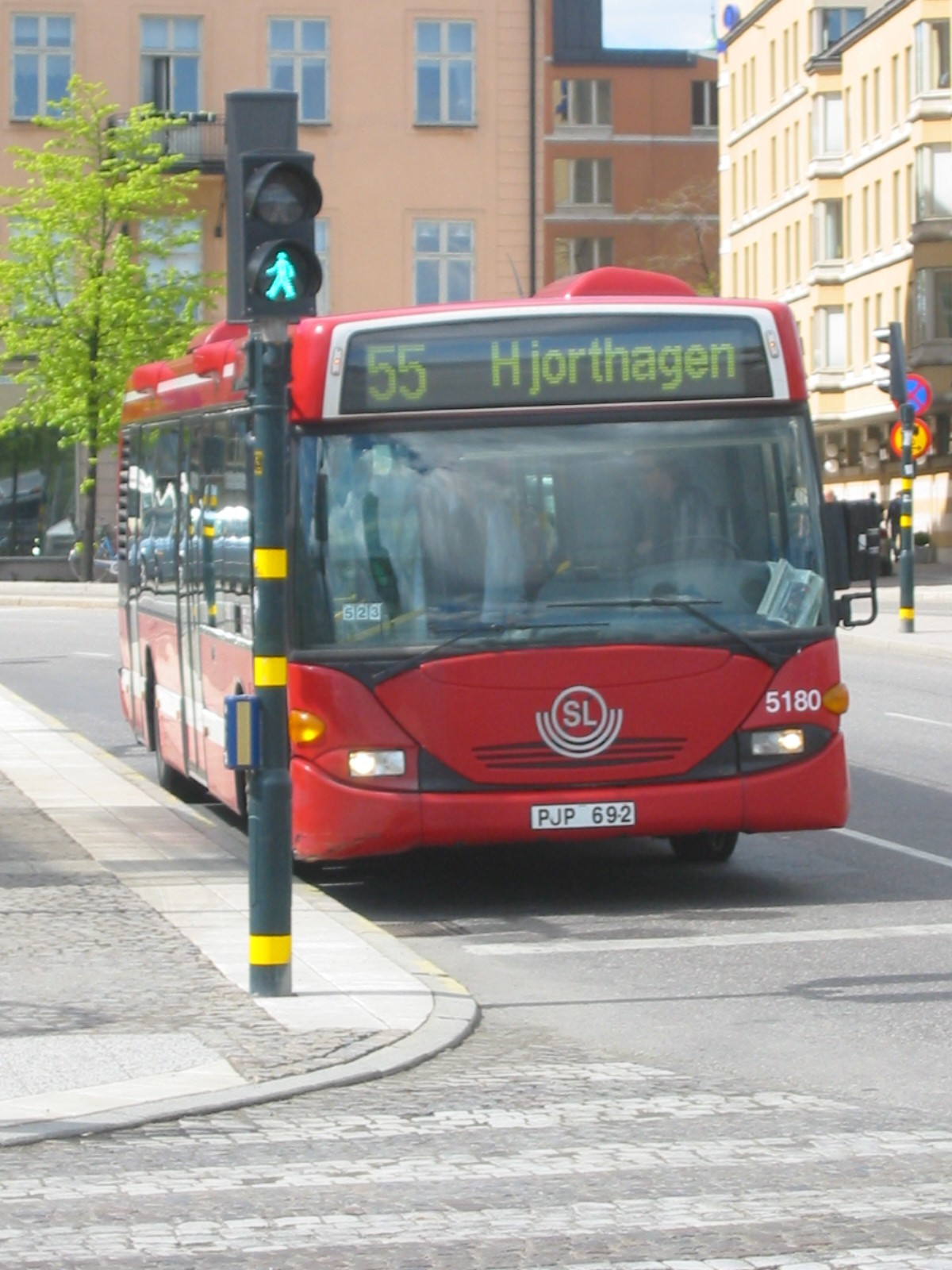
Autobús E96 en Suecia, desarrollado para funcionar en un motor diésel.

### Brasil

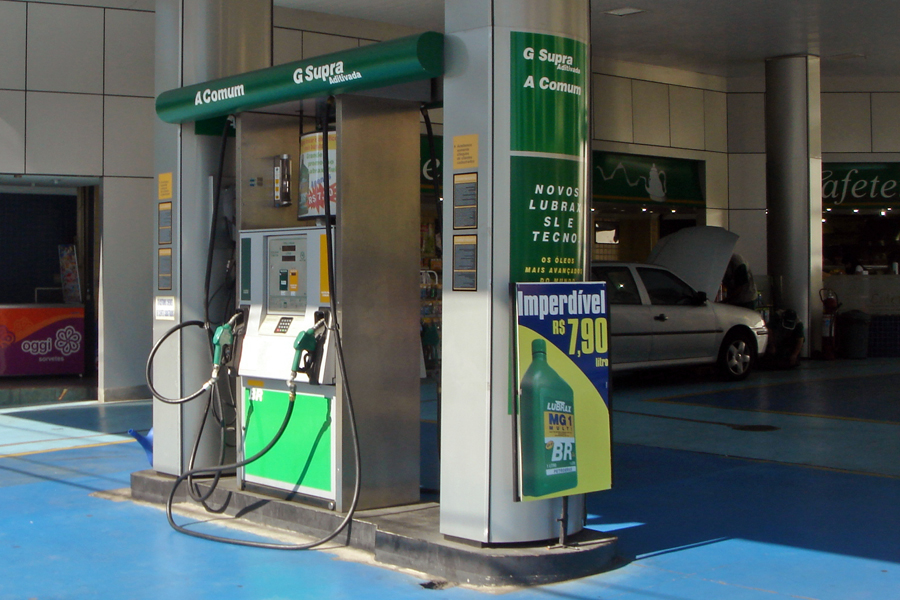
Brasil tiene etanol como combustible disponible en todo el país. Mostrada aquí una típica estación de abastecimiento de Petrobras en São Paulo con los dos combustibles disponibles, alcohol (etanol) marcado con A y gasolina con la letra G.

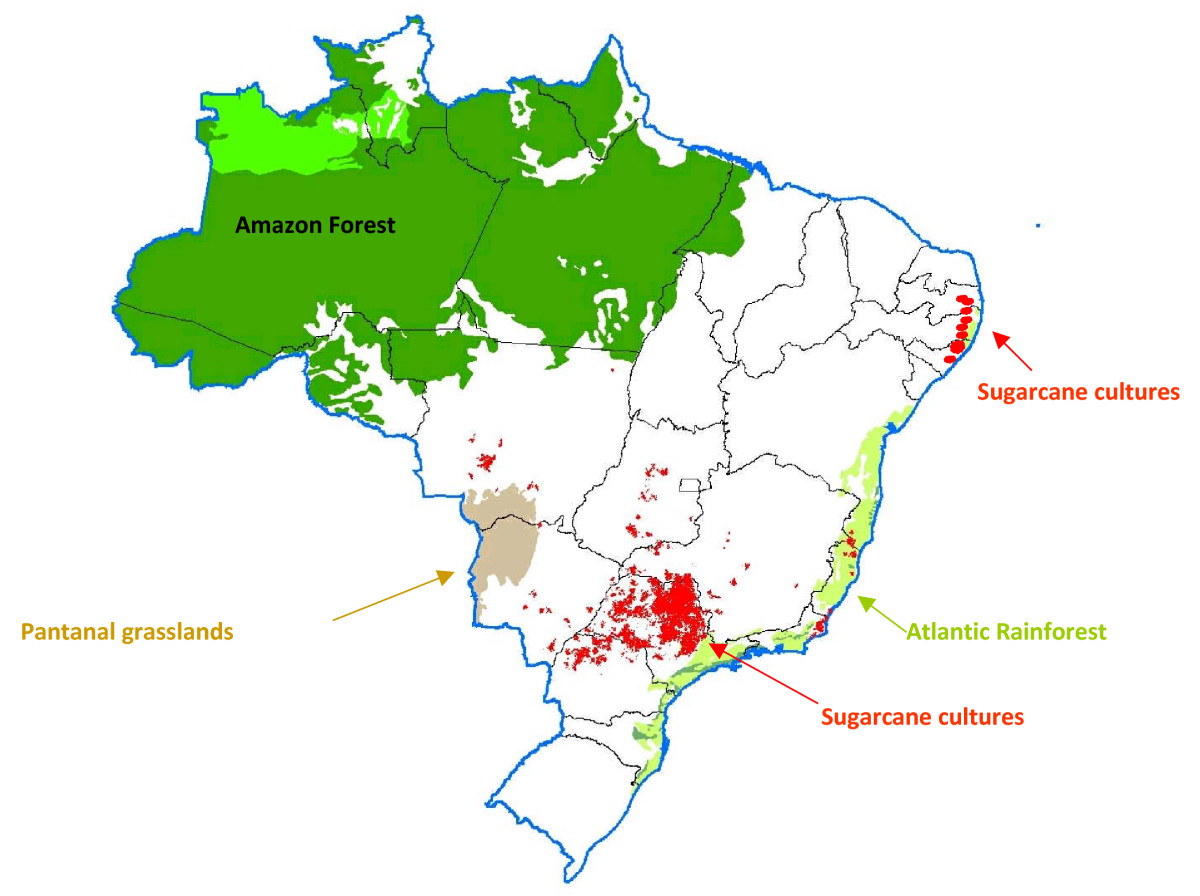
Ubicación de las áreas de mayor valor ambiental con respecto a las plantaciones de caña de azúcar. El Estado de São Paulo, localizado en la Región Sudeste, concentra dos tercios de los cultivos de caña de azúcar.